# Lezda
La lezda, del latín licĭta o legal, es el tributo o impuesto que se pagaba por las mercancías en la Edad Media.
Era un impuesto sobre las mercancías vendidas a personas foráneas y generalmente consistía en la undécima parte de lo vendido. Era similar al peaje como pervivencia de las antiguas teloneas romanas (teloneum) y se pagaba por la autorización dada por el rey o el señor del lugar donde se realizaban las transacciones mercantiles. 

"Que los pobladores de San Sebastián que llegaren por mar o por tierra a la villa con su mercancía, no den lezda ni allí ni en toda mi tierra. Que las naves propias de San Sebastián sean francas y exentas y no den portazgo ni lezda."
Fuero de San Sebastián concedido por el rey Sancho VI de Navarra (c. 1180)